# Harry Kemelman
Harry Kemelman (* 24. November 1908 in Boston, Massachusetts; † 15. Dezember 1996 in Marblehead, Mass.) war ein US-amerikanischer Schriftsteller und Literaturprofessor.

## Leben
Kemelman, Kind russisch-jüdischer Einwanderer (Eltern: Isaac Kemelman und Dora, geborene Prizer), im Hauptberuf Lehrer für englische Literatur am Boston State College, wurde berühmt durch die Reihe seiner Rabbi-Small-Kriminalromane. Deren Protagonist David Small ist Rabbi in einer jüdischen Gemeinde an der Ostküste der Vereinigten Staaten, nicht weit von Boston entfernt. Seine Spezialität ist der Pilpul, eine talmudische Methode, feinste Unterschiede zu treffen und so der Wahrheit auf die Spur zu kommen. Weil er diese Methode hervorragend beherrscht, hilft der Rabbi immer wieder seinen Schäfchen aus der Patsche, ist aber dennoch nicht sonderlich beliebt, weil er sich weigert, irgendwelche Zugeständnisse an den Zeitgeist zu machen. Die Figur erinnert an den katholischen Priester und Detektiv Pater Brown von G. K. Chesterton; Kemelman legte aber Wert auf die Feststellung, dass es die traditionelle Aufgabe des Rabbis – gerade im Gegensatz zum christlichen Seelsorger – sei, eher als Richter und Ausleger des Rechts denn als religiöser Führer zu wirken.
Der Morde aufklärende Amateurdetektiv David Small lieferte so nicht nur spannende Kriminalgeschichten, sondern machte quasi nebenbei den Leser auch noch mit jüdischen Traditionen und Denkweisen vertraut: Er führte ihn ein in das alltägliche Leben einer weit überwiegend dem Konservativen Judentum zugehörigen, typischen US-amerikanischen jüdischen Gemeinde. Als eigentliche Botschaft der Romane Kemelmans erscheint so die Ablehnung der Assimilation und das Werben um Verständnis und Anerkennung der Differenz.
Außerdem schrieb Kemelman Kurzgeschichten mit dem Helden Professor Nicholas „Nicky“ Welt, die zunächst in Ellery Queen’s Mystery Magazine veröffentlicht und später in dem Buch The Nine Mile Walk (deutsch: Quiz mit Kemelman) zusammengefasst wurden, sowie das Sachbuch Common Sense in Education (1970).
Für den 1964 erschienenen Rabbi-Small-Krimi Friday the Rabbi Slept Late wurde Kemelman mit dem Edgar Allan Poe Award – Kategorie Bestes Erstlingswerk ausgezeichnet. Seither veröffentlichte Kemelman bis kurz vor seinem Tod noch zehn erfolgreiche Fälle für den Schriftgelehrten und scharfsinnigen Hobbydetektiv.

## Werke
Auf Deutsch sind die Werke Kemelmans zunächst einzeln im Rowohlt Taschenbuch Verlag erschienen, 1990 auch als Gesammelte Werke in einer Kassette mit zehn Bänden.
- Am Freitag schlief der Rabbi lang, Reinbek 1966; Neuausgabe 2001, ISBN 3-499-23127-1
- Am Samstag aß der Rabbi nichts, Reinbek 1967; Neuausgabe 2001, ISBN 3-499-23128-X
- Quiz mit Kemelman, Reinbek 1969, ISBN 3-499-42172-0
- Am Sonntag blieb der Rabbi weg, Reinbek 1973; Neuausgabe 2001, ISBN 3-499-23129-8
- Am Montag flog der Rabbi ab, Reinbek 1974; Neuausgabe 2002, ISBN 3-499-23273-1
- Am Dienstag sah der Rabbi rot, Reinbek 1975; Neuausgabe 2002, ISBN 3-499-23274-X
- Am Mittwoch wird der Rabbi naß, Reinbek 1977; Neuausgabe 2003, ISBN 3-499-23351-7
- Der Rabbi schoß am Donnerstag, Reinbek 1979; Neuausgabe 2003, ISBN 3-499-23353-3
- Conversations with Rabbi Small, 1981 (Begleitbuch zur Rabbi-Small-Reihe, noch nicht ins Deutsche übersetzt)
- Eines Tages geht der Rabbi, Reinbek 1985, ISBN 3-499-42720-6
- Ein Kreuz für den Rabbi, Reinbek 1988, ISBN 3-499-42860-1
- Ein neuer Job für den Rabbi, Reinbek 1994, ISBN 3-499-43120-3
- Als der Rabbi die Stadt verließ, Reinbek 1997, ISBN 3-499-43252-8